# Fantastic Plastic Machine
Tomoyuki Tanaka (田中知之 Tanaka Tomoyuki?) (n. 13 martie 1967 în Kyoto, Japonia) este un DJ de muzică electronică japonez, cunoscut sub numele de scenă Fantastic Plastic Machine. Tanaka face parte din mișcarea muzicală Shibuya-kei, împrumutând elemente din genurile bossa nova, muzică lounge, soft rock și  pop francez, dar și alte genuri.

## Discografie
Albume
- The Fantastic Plastic Machine (1997)
- Summer Review EP (1998)
- Luxury (1998)
- beautiful. (2001)
- too (2003)
- imaginations (2006)
- FPM (2009)
- Scale (2013)

## Legături externe
- Site oficial